# 43667 Dumlupınar
(43667) Dumlupınar, denumire internațională (43667) Dumlupinar, este un asteroid din centura principală de asteroizi.

## Descriere
43667 Dumlupınar este un asteroid din centura principală de asteroizi. A fost descoperit pe 4 aprilie 2002 la Haleakala în cadrul programului NEAT. Asteroidul prezintă o orbită caracterizată de o semiaxă mare de 2,44 ua, o excentricitate de 0,11 și o înclinație de 13,5° în raport cu ecliptica.